# Friede von Åbo

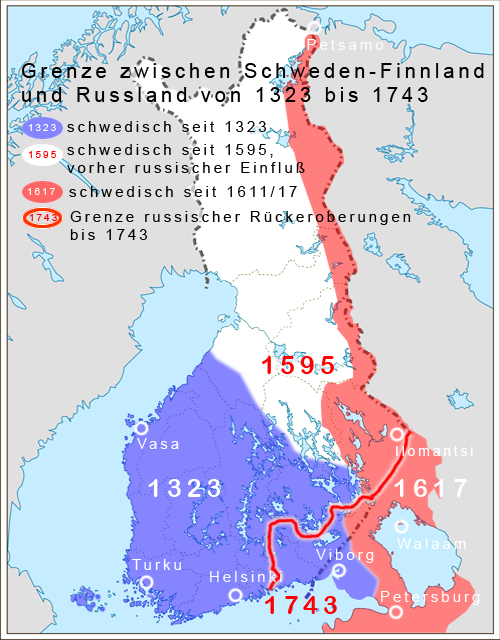
Durch den Frieden von Åbo erwarb Russland auch Gebiete, die zuvor nicht russisch gewesen waren (rote Linie)

Der Friede von Åbo (schwedisch Freden i Åbo, finnisch Turun rauha, russisch: Абоский мирный договор) war ein am 7. Augustjul. / 18. August 1743greg. zwischen Russland und Schweden geschlossener Friedensvertrag, der in Åbo (finnisch: Turku) unterzeichnet wurde. Er beendete den Russisch-Schwedischen Krieg von 1741 bis 1743.

## Ausgangslage
Bei Ende des Krieges hatte Russland fast das gesamte Finnland militärisch besetzt. Eine starke Fraktion am Zarenhof machte sich dafür stark, im Rahmen eines Friedensschlusses die russisch-schwedische Grenze weit nach Norden zu verschieben. Strategischer Gedanke war ein besserer Schutz der 1703 gegründeten russischen Hauptstadt Sankt Petersburg.

## Adolf Friedrich von Holstein-Gottorf
Eine eher pro-schwedisch gesinnte Gruppe am Zarenhof, geführt von Graf Jean Armand de Lestocq, und Verwandte um den russischen Thronfolger, den späteren Peter III. aus dem Hause Holstein-Gottorf, machten sich bei Zarin Elisabeth für eine weitgehende Rückgabe der Gebiete an Schweden stark. Schweden sollte im Gegenzug Peters Onkel Adolf Friedrich zum schwedischen Thronerben bestimmen.
Zarin Elisabeth ließ sich von dieser Linie leiten, die Schweden unter dem geschickten Verhandlungsführer und Russlandkenner Herman Cedercreutz akzeptierte. Die Wahl Adolf Friedrichs zum schwedischen Kronprinzen fand am 23. Juni 1743 statt. Dies verschärfte zwar die schwedischen Gegensätze mit Dänemark, ließ Schweden aber im Besitz weiter Teile Finnlands und brachte eine gewisse Entspannung gegenüber dem Zarenreich.

## Territoriale Abtretungen

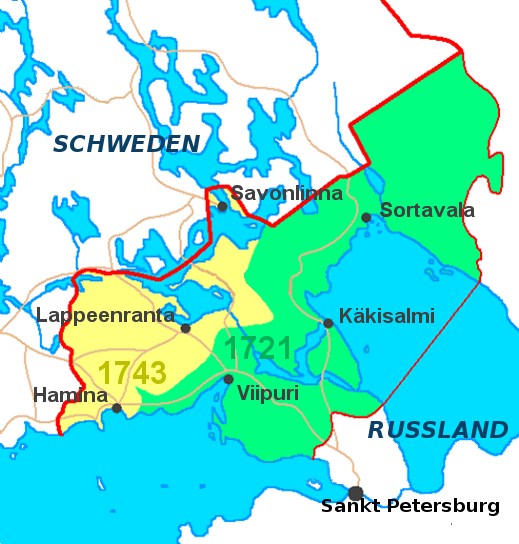
Karte Südkareliens mit russischen Gebietserwerbungen durch den Frieden von Åbo (gelb markiert)

Durch den Frieden von Åbo erhielt Russland lediglich weitere Teile Süd-Kareliens. Nach den Bestimmungen des Friedensvertrages trat Schweden das Gebiet östlich des Flusses Kymijoki mit der Festung Olofsborg und den Städten Villmanstrand und Fredrikshamn an Russland ab. Die Zarin garantierte den dortigen Bewohnern die Freiheit, ihre Religion weiterhin ausüben zu können. Die bestehenden Privilegien, Eigentumsverhältnisse und das 1734 eingeführte schwedische Rechtssystem wurden garantiert. Die übrigen im Krieg russisch besetzten Gebiete verblieben bei Schweden.